# Pedro de Margarit

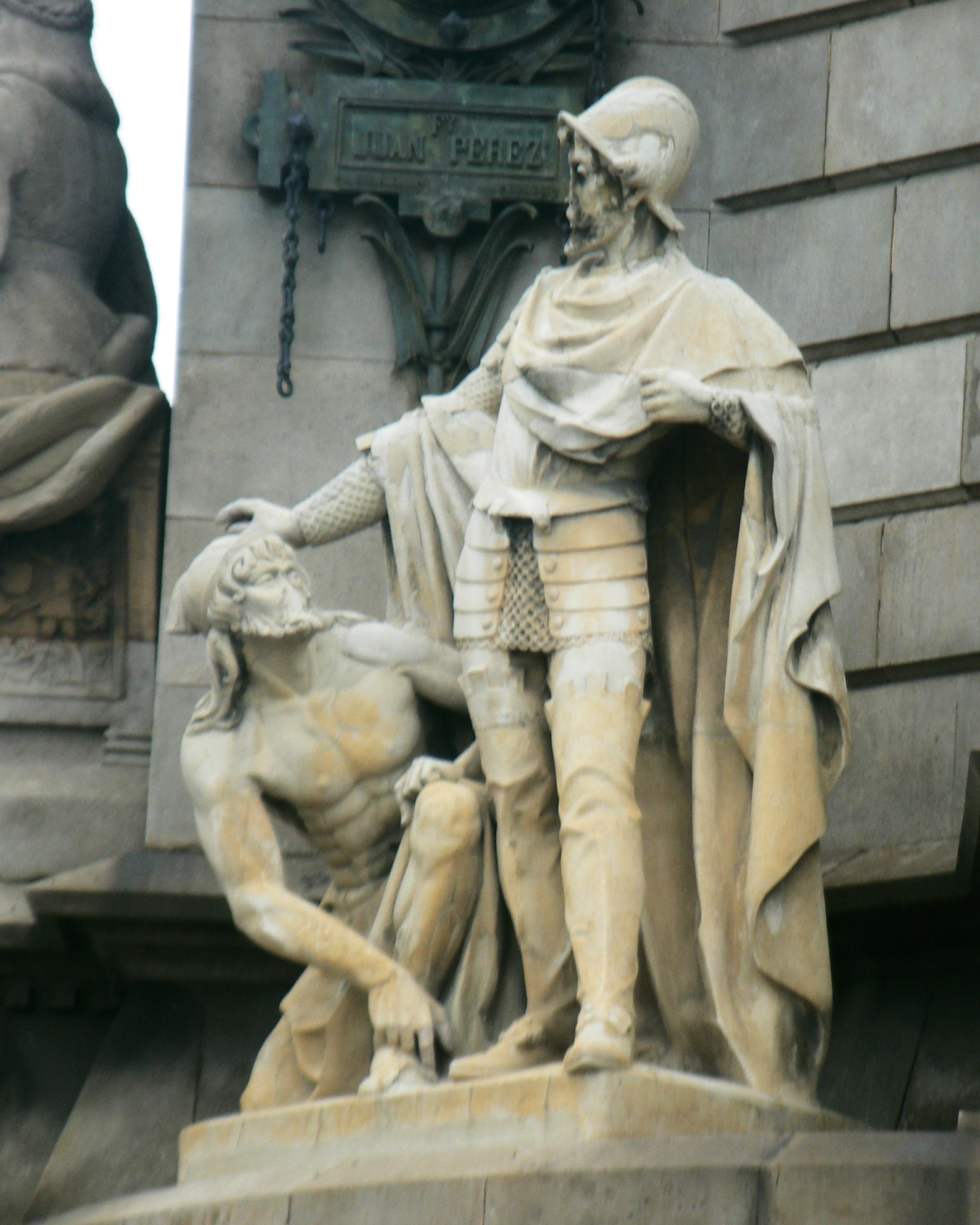
Estatua de Pere Bertran y Margarit en el Monumento a Colón (Barcelona)

Pedro de Margarit (Castillo del Ampurdán, aprox. 1455 - Castillo del Ampurdán, aprox. 1505), también conocido como Pere Bertran y Margarit, fue un militar, marino y conquistador español. 
Hijo de Joan Bertran y Carroç, caballero  barcelonés, y Constanza Margarit y Santfeliu, señora de Castell d'Empordà. Su abuelo paterno fue Berenguer Bertran y Ça Rovira, y el materno fue Bernat Margarit y de Peguera.
Miembro de un linaje importante que secundó al rey Juan II de Aragón en la Guerra Civil Catalana, estuvo al servicio del rey Fernando el Católico y participó en el sitio de Granada.
Embarcó en el segundo viaje de Cristóbal Colón, que partió de Cádiz el 25 de septiembre de 1493, como jefe militar de la expedición. Fue, junto al religioso aragonés Bernardo Boil, uno de los protegidos del rey Fernando II de Aragón en esta segunda expedición. Colón lo nombró gobernador de la fortaleza de Santo Tomás, en la región de Cibao, zona norte de la isla La Española. Durante su estancia en La Española reprobó el maltrato a los indios.
Tomó partido por los enemigos de Colón, probablemente porque éste no le invitó a formar parte del consejo de gobierno que estableció en Cibao pero también por la falta de abastecimiento de la colonia. Mientras Colón se encontraba en Cuba, y junto al padre Boil, emprendió viaje de regreso a España en las tres carabelas en las que recientemente había llegado Bartolomé Colón con suministros.
Una vez en España, en 1494 acusó a Colón de mal gobierno en las Indias. También expresó en la corte su convencimiento de que los indios eran potencialmente buenos cristianos y súbditos de los reyes, por lo que no debían ser esclavizados. Siguió a sueldo en la corte y lo último que se sabe de él es que vivía en Zaragoza en 1497. 